# Добро јутро, то сам ја
Добро јутро, то сам ја је тринаести студијски албум српског рок бенда Галија. Албум је издат 2005. године

## Списак песама
На албуму се налазе следеће песме:

## Чланови групе
- Ненад Милосављевић
- Предраг Милосављевић
- Драгутин Јаковљевић
- Славиша Павловић

## Гости на албуму
- Лаза Ристовски
- Јан Врба
- Александра Ковач
- Кристина Ковач